# Senis
Senis là một đô thị ở tỉnh Oristano trong vùng Sardinia, có khoảng cách khoảng 70 km về phía bắc của Cagliari và cách khoảng 30 km southvề phía đông của Oristano. Tại thời điểm ngày 31 tháng 12 năm 2004, đô thị này có dân số 546 người và diện tích là 16,0 km².
Senis giáp các đô thị: Assolo, Asuni, Laconi, Nureci, Villa Sant'Antonio.